# Masako Doi
Masako Doi (jap. 土井雅子; * 9. Juni 1995) ist eine japanische Judoka. Sie gewann zweimal das Judo-Grand-Slam-Turnier in Japan.

## Sportliche Karriere
Masako Doi kämpft in der Gewichtsklasse bis 63 Kilogramm. 2015 war sie U21-Asienmeisterin. 2018 besiegte sie im Finale des Grand-Slam-Turniers in Osaka ihre Landsfrau Nami Nabekura. Anfang 2019 belegte Doi den dritten Platz beim Grand Slam in Düsseldorf. Ende 2019 erreichte Masako Doi erneut das Finale in Osaka und bezwang diesmal ihre Landsfrau Nana Kota. Sie war neben Funa Tonaki die einzige Judoka, die ihren Grand-Slam-Sieg von Osaka 2018 im Jahr darauf wiederholen konnte. Anfang 2020 belegte Doi den dritten Rang beim Grand Slam in Paris.
2021 nahm Masako Doi an den japanischen Meisterschaften teil und belegte gemeinsam mit Nana Kota den dritten Platz hinter Nami Nabekura und Shiori Sato. Anfang 2022 unterlag Masako Doi im Finale des Grand Slams von Paris Nami Nabekura.